# Фрес (Тарн)
Фрес (фр. Fraysse) насеље је и општина у јужној Француској у региону Миди Пирене, у департману Тарн која припада префектури Алби.
По подацима из 2011. године у општини је живело 386 становника, а густина насељености је износила 13,03 становника/km². Општина се простире на површини од 29,63 km². Налази се на средњој надморској висини од 550 метара (максималној 631 m, а минималној 239 m).

## Демографија
| 1962. | 1968. | 1975. | 1982. | 1990. | 1999. | 2011. |
| ----- | ----- | ----- | ----- | ----- | ----- | ----- |
| 469   | 542   | 449   | 417   | 393   | 372   | 386   |

График промене броја становника у току последњих година